# Genevieve McGuckin
Genevieve McGuckin est une artiste rock australienne, musicienne auteur-compositeur et interprète originaire de Melbourne. 
Fondatrice du groupe These Immortal Souls, est une collaboratrice de longue date du guitariste Rowland Stuart Howard, tant d'un point de vue relationnel que professionnel. Elle a vécu à Londres et Berlin de 1980 à 1994, avant de retourner à Melbourne, où elle vit en travaillant en web design et en animation. 

## Début post-punk
Dans les années 1980, elle coécrit Capers et Ho-Ho pour les groupes post-punk The Birthday Party et Prayers on Fire. Elle chante la reprise de la chanson Some Velvet Morning, et sur l'album de Lydia Lunch Honeymoon In Red pour la chanson Three Kings. Tandis qu'elle s'illustre comme organiste ou pianiste au sein de These Immortal Souls de 1984 à 1998, elle est parolière et compositrice. Elle écrit et compose la chanson Silver Chain pour Rowland S. Howard.
Elle a travaillé en création graphique pour le film australien Chopper, sorti en 2000, et joué du piano et de l'orgue pour The Devastations, groupe indie de Melbourne.